# Im Schloß am See
Im Schloß am See è un film muto del 1918 diretto da Eugen Burg.

## Produzione
Il film fu prodotto dalla Treumann-Larsen Filmvertriebsgesellschaft.

## Distribuzione
Distribuito dalla Treumann-Larsen Filmvertriebsgesellschaft, uscì nelle sale cinematografiche tedesche il 1º maggio 1918.